# Mặc Kỳ Đạo Lạc
Mặc Kỳ Đạo Lạc (tiếng Trung: 万俟道洛; bính âm: Mòqí Dàoluò, ? – 530), tướng lĩnh khởi nghĩa Quan Lũng  trong giai đoạn sau của phong trào Lục Trấn khởi nghĩa phản kháng nhà Bắc Ngụy.

## Quá trình khởi nghĩa
Ông là bộ tướng của Mặc Kỳ Sửu Nô. Tháng 6 năm Vĩnh An thứ 3 (530), Sửu Nô thất bại, đồng đảng của ông ta từ Kính Châu, U Châu về phía tây đến Linh Châu đều quy hàng triều đình, chỉ có Đạo Lạc soái 6000 bộ hạ chạy vào núi sâu tiếp tục chiến đấu.
Bấy giờ một dải Cao Bình gặp hạn lớn, Ngụy soái Nhĩ Chu Thiên Quang vì chiến mã thiếu nước, thiếu cỏ, nên đóng quân ở vị trí cách Cao Bình về phía đông 50 dặm, rồi phái Đô đốc Trưởng Tôn Tà Lợi lãnh 200 người đến coi sóc quân - chánh sự vụ của Nguyên Châu, trấn thủ thành Cao Bình. Mặc Kỳ Đạo Lạc ngầm cùng trăm họ trong thành bày mưu, bắt giết Tà Lợi và toàn bộ thủ hạ của ông ta. Nhĩ Chu Thiên Quang soái các lộ nhân mãn đến Cao Bình cứu viện, Đạo Lạc ra thành nghênh chiến, kết quả thất bại, đưa bộ hạ của mình nhắm hướng tây chạy trốn, đến núi Khiên Đồn, chiếm cứ nơi hiểm yếu mà cố thủ.
Nhĩ Chu Thiên Quang soái quân đến núi Khiên Đồn truy kích Đạo Lạc, ông lại thua chạy, trốn vào Lũng Sơn, đầu quân cho thủ lĩnh nghĩa quân ở Lược Dương là Vương Khánh Vân. Đạo Lạc kiêu dũng tuyệt luân, sau khi Vương Khánh Vân có được ông, vô cùng cao hứng, xem đấy là một sự thành công lớn, vì thế xưng đế ở thành Thủy Lạc, đặt trăm quan, nhiệm mệnh cho Đạo Lạc làm Đại tướng quân.
Tháng 7 năm ấy, Nhĩ Chu Thiên Quang soái quân vào Lũng, đến thành Thủy Lạc. Vương Khánh Vân, Mặc Kỳ Đạo Lạc ra thành nghênh chiến. Ông bị trúng tên vào cánh tay, quay ngựa bỏ chạy. Quan quân hạ được thành đông, nghĩa quân lui về thành tây. Trong thành không có nước, nhiều nghĩa quân đói khát ra hàng, tố cáo Khánh Vân, Đạo Lạc muốn đột vây. Nhĩ Chu Thiên Quang vì thế phái sứ giả thuyết phục bọn họ đầu hàng, yêu cầu sáng hôm sau hãy đưa ra quyết định. Bọn Vương Khánh Vân đồng ý, cho rằng ngay đêm nay có thể nhân lúc quan quân không phòng bị mà đột vây. Nhưng Nhĩ Chu Thiên Quang đã sớm bố trí mai phục, các thủ lĩnh nghĩa quân vừa ra khỏi thành lập tức bị bắt sống. Nhĩ Chu Thiên Quang chôn sống hơn 17000 nghĩa quân, gia thuộc của họ đều được thưởng cho binh sĩ.
Sau trận này, các châu 3 Tần, Hà, Vị, Qua, Lương, Thiện đều đầu hàng, triều đình Bắc Ngụy dẹp xong tất cả những cuộc nổi dậy bùng lên từ cuối những năm Chánh Quang (520 - 525).